# تاجک دم‌نخودی
تاجک دم‌نخودی (نام علمی: Boissonneaua flavescens) یک گونه از مرغان مگس در تبار خورشیدرخشان‌تباران (Heliantheini) در زیرتیرهٔ خورشیدیان (Lesbiinae) است که در کلمبیا، اکوادور و ونزوئلا یافت می‌شود.